# Рассвет (Волжский район)
Рассвет — село в Волжском районе Самарской области России. Входит в состав сельского поселения Сухая Вязовка.

## География
Село находится в центральной части Самарской области, в пределах Низкого Заволжья, в лесостепной зоне, на левом берегу реки Чапаевки, на расстоянии примерно 24 километров (по прямой) к югу от города Самары, административного центра района. Абсолютная высота — 41 метр над уровнем моря.
Климат
Климат характеризуется как континентальный, с морозной зимой и продолжительным тёплым летом. Среднегодовая температура — 4,4 — 4,8 °C. Среднегодовое количество атмосферных осадков колеблется в диапазоне от 483 мм до 504 мм. Снежный покров в течение 140−160 дней.
Часовой пояс
Село Рассвет, как и вся Самарская область, находится в часовой зоне МСК+1. Смещение применяемого времени относительно UTC составляет +4:00.

## Население
| 2010 |
| ---- |
| 33   |

Половой состав
По данным Всероссийской переписи населения 2010 года в гендерной структуре населения мужчины составляли 60,6 %, женщины — соответственно 39,4 %.
Национальный состав
Согласно результатам переписи 2002 года, в национальной структуре населения русские составляли 74 % из 58 чел.